# Romnalda strobilacea
Romnalda strobilacea är en sparrisväxtart som beskrevs av Rodney John Francis Henderson och Sharpe. Romnalda strobilacea ingår i släktet Romnalda och familjen sparrisväxter. Inga underarter finns listade i Catalogue of Life.